# Rosa Yassin Hassan
Rosa Yassin Hassan (in arabo روزا ياسين حسن‎?; Damasco, 1º dicembre 1974) è una scrittrice siriana.

## Biografia
Giovane scrittrice damascena impegnata contro il regime di Bashar al-Assad ha studiato architettura all'università. Dopo la laurea nel 1998, ha lavorato come giornalista, scrivendo per diversi periodici siriani e arabo. Il suo primo libro pubblicato era una raccolta di racconti, pubblicata nel 2000 con il titolo A Sky Tainted with Light. Ha anche scritto una serie di romanzi, a partire da Ebony (2004) che ha vinto il Premio Hanna Mina. Il suo terzo romanzo Hurras al-Hawa (2009) è stato incluso nella longlist per il Booker Prize arabo. Nel 2009, Hasan è stata scelta per il Beirut39, un gruppo di 39 scrittori arabi sotto i 40 anni scelti attraverso un concorso organizzato dalle riviste Banipal e l'Hay Festival.